# Angélique z Froissy
Angélique z Froissy (1702 – 15. října 1785) byla nemanželskou dcerou Filipa II. Orleánského, synovce a zetě Ludvíka XIV. Sňatkem se stala comtesou de Ségur a dvořankou svého bratrance Ludvíka XV.
Její matkou byla Kristýna Antonie Šarlota Desmares (1682–1753), krásná herečka (Tragédií) v Comédie-Française.
Šarlota Desmares byla neteří herečky Marie Champmeslé a okolo roku 1702, kdy se narodila Angélique jednou z mnoha milenek regenta Filipa Orleánského. V roce 1702 se také narodil nemanželský syn regenta Filipa, Jean Philippe d'Orléans, syn Madame d'Argenton. Nevlastní bratr Angélique byl legitimizován v roce 1706, zatímco Angélique za Filipovu dceru nikdy uznána nebyla, ačkoli Madame du Prat ve svých pamětech mylně uvádí, že byla uznána 22. dubna 1722, v tentýž den jako abbé de Saint-Albin, další nemanželský syn orleánského vévody s jeho milenkou Florence Pellerinovou.
Madame de Ségur patřila k okruhu blízkých přátel Ludvíka XV. Byla popisována jako "svěží, slušná, energická a opojná".
10. nebo 12. září 1718 se Angélique v Cagny nebo Paříži provdala za Henriho François, comta de Ségur, syna Henriho Josepha de Ségur a Claude Élisabeth Binetové.
Její manžel, zvaný beau Ségur ("hezký Ségur"), byl "pánem šatníku" regenta Filipa (maître de la garderobe du Régent). Žil v hôtelu v Passy v Paříži na krásném pozemku o rozloze 10 akrů, který později přešel na vévodkyni z Valentinois, později po ní přejmenovaný na Hôtel de Valentinois (tato nemovitost je známá tím, že byla téměř deset let residencí Benjamina Franklina).
Angélique měla s Henrym několik dětí:
- Filipína Šarlota de Ségur (Paříž, 12. července 1719 – Paříž, 12. července 1719)
- Henrietta Alžběta de Ségur (Paříž, 20. září 1722 – 1747?)
- Filip Henri de Ségur (Paříž, 20. ledna 1724 – Paříž, 3. října 1801)
- Filipa Angelique de Ségur (Paříž, 20. ledna 1724 – Paříž, 20. ledna 1724)
- Henrietta Césarine de Ségur (1726 – 1782)

Angélique zemřela v Paříži 15. října 1785 a byla pohřbena v kostele svatého Eustacha v Paříži.